# Ardipithecus
Ardipithecus es un género de hominino extinto que vivió durante las épocas Mioceno y Plioceno en la Depresión de Afar, Etiopía. Originalmente fue descrito como uno de los primeros ancestros de los humanos después de que se separaran de los chimpancés; sin embargo, la relación de este género con los ancestros humanos es un tema de debate. 
Los hallazgos fósiles han permitido describir dos especies: Ardipithecus ramidus, que vivió hace unos 4.4 millones de años durante el Plioceno, y Ardipithecus kadabba, que data de hace aproximadamente 5.6 millones de años, a finales del Mioceno. 
El análisis del comportamiento mostró que Ardipithecus podría ser muy similar a los chimpancés, lo que indica que los ancestros humanos primitivos eran muy similares a los chimpancés; pero habrían presentado una forma de moverse diferente a estos.[cita requerida]

## Especies
En la actualidad hay descritas dos especies de Ardipithecus: Ardipithecus ramidus, y Ardipithecus kadabba, aunque esta última fue descrita inicialmente como subespecie de la primera, como Ardipithecus ramidus kadabba, y posteriormente, tras nuevos hallazgos, ascendida al rango de especie. Los fósiles de Ardipithecus ramidus están datados entre 4,5 y 4,1 millones de años, mientras que se considera que Ardipithecus kadabba tiene una antigüedad de entre 5,8 y 5,5 millones de años.
En el Ardipithecus kadabba, el nombre específico proviene de la palabra afar para "ancestro familiar basal".
El nombre Ardipithecus ramidus, proviene de la lengua afar, en la que Ardi significa "suelo/tierra", mientras ramid significa "raíz".

## Morfología
Basándose en el tamaño de los huesos, se ha inferido que las especies de Ardipithecus tuvieron la envergadura de un chimpancé actual. Sin embargo, el dedo del pie y la estructura pélvica de Ardipithecus ramidus sugieren a algunos investigadores que esta especie caminaba erguido. Este hecho, más el posterior descubrimiento de los restos fósiles de Danuvius guggenmosi, plantea un problema con la teoría más aceptada sobre los orígenes de la bipedación.

## Modo de vida

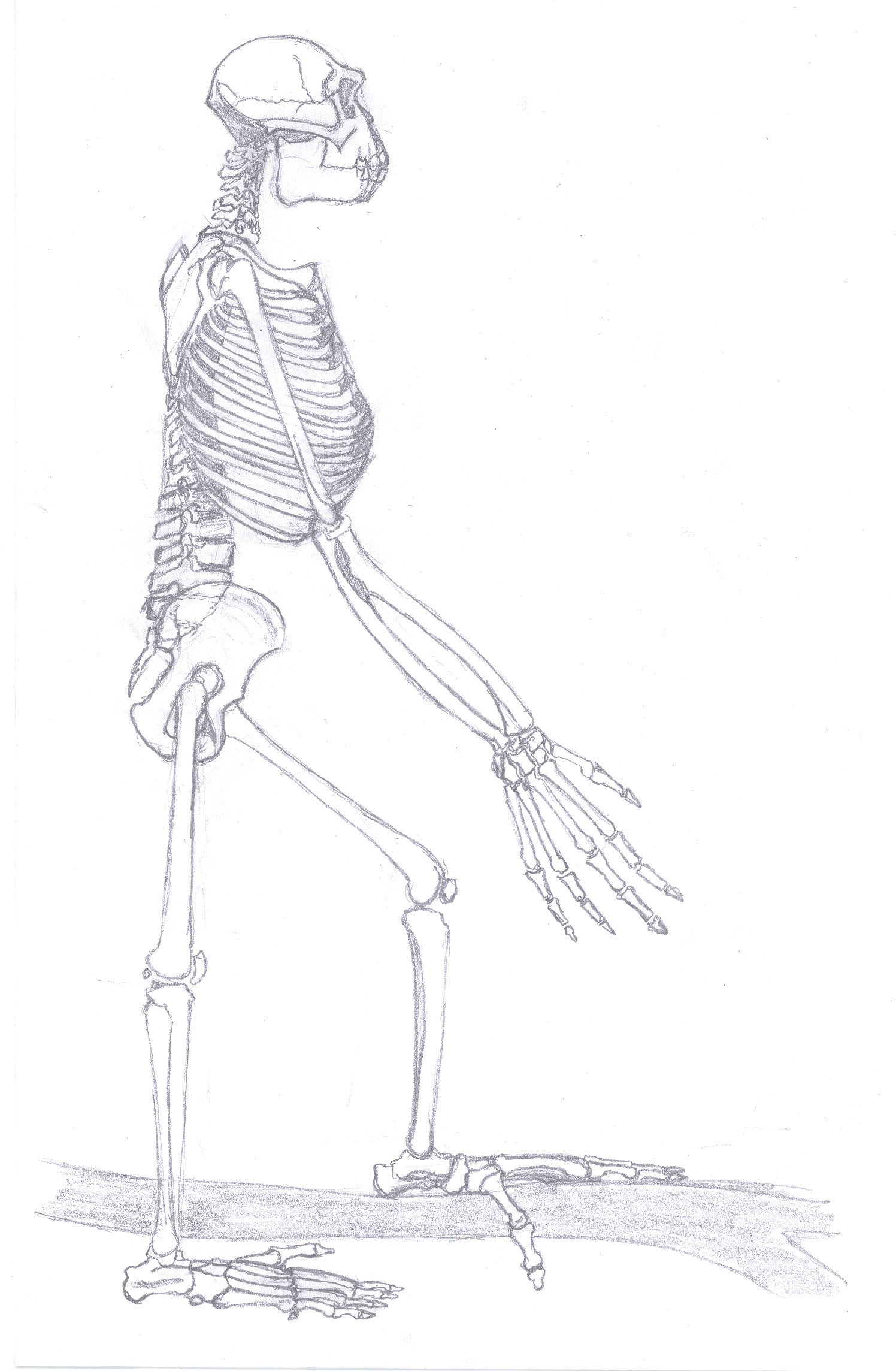

Según Scott Simpson, antropólogo físico del Proyecto Gona, la evidencia fósil de Middle Awash indica que tanto Ardipithecus kadabba como Ardipithecus ramidus, vivían en "un mosaico de bosques y pastizales con lagos, pantanos y manantiales cercanos"; pero hay que llevar a cabo más investigaciones necesarias para determinar el hábitat que el Ardipithecus habitó.